# 利奧波德 (安哈特-克滕親王)
利奧波德（德語：Leopold von Anhalt-Köthen，1694年11月28日—1728年11月19日），安哈特-克滕親王，1704年至1728年在位。

## 家庭
1721年，利奧波德與安哈特-貝恩堡親王卡爾·腓特烈的女兒弗蕾德里克·亨麗埃特結婚，兩人的女兒吉塞拉·阿格尼絲於隔年出生。